# John Diehl
John Diehl (Cincinnati, 1 de mayo de 1950) es un actor norteamericano, conocido por sus papeles como Charles Kawalsky en la película Stargate, Det. Larry Zito en la serie de TV Miami Vice, Jefe Ben Gilroy en The Shield, y como también en  Stripes. Sus otros papeles notables son Pvt. Bucklin, un portavoz de los amotinados en Gettysburg, Cooper en Parque Jurásico III (2001), como G. Gordon Liddy en la película Nixon, el informante Klan ("Mickey Mouse") en A Time to Kill, y como Keith, un supervisor de la empresa de tarjeta de crédito en Mo' Money. El también apareció como el espíritu de Harley Earl en una serie de comerciales para Buick. Diehl más tarde apareció en Burn Notice: The Fall of Sam Axe, una película hecha para la TV basado en la serie de televisión Burn Notice. Él nació en Cincinnati, Ohio, se graduó en el Colegio San Javier en 1968.